# جان-كريستيان لانغ
جان-كريستيان لانغ (بالفرنسية: Jean-Christian Lang)‏ هو لاعب كرة قدم ومدرب كرة قدم فرنسي في مركز الوسط، ولد في 22 أغسطس 1950 في مدينة روبيه في فرنسا. شارك مع منتخب فرنسا الأولمبي لكرة القدم. أما مع النوادي، فقد لعب مع نادي سوشو ونادي شاتورو ونادي لوهان كويسو.

## وصلات خارجية
- جان-كريستيان لانغ على موقع قاعدة بيانات كرة القدم.إي يو (الإنجليزية)